# 庫圖內山 (聖安東尼奧區)
16°04′45″S 70°17′25″W / 16.07917°S 70.29028°W
庫圖內山（Qutuni），是秘魯的山峰，位於該國東南部普諾大區，由普諾省的聖安東尼奧區負責管轄，屬於安地斯山脈的一部分，海拔高度5,075米。